# Kulturpublizistik
Kulturpublizistik ist das Praxisfeld, in dem zuhanden einer breiteren Öffentlichkeit Kultur bzw. Kunst beobachtet und reflektiert wird, wobei das Spektrum der Zugänge vom Journalismus über die Essayistik und das wissenschaftliche Schreiben bis zu experimentellen und künstlerischen Formen reichen kann. Zeitgenössische Kulturpublizisten unterscheiden sich von klassischen Kulturjournalisten oder Kritikern u. a. dadurch, dass sie gleichzeitig in verschiedenen Rollen agieren können (z. B. als Journalist, Redakteur, Herausgeber, Autor, Essayist, Kurator, Consultant usw.). Hintergrund der Entwicklung ist der Medienwandel, die damit verbundene Ausdifferenzierung der Kulturöffentlichkeit – neben einem an Events und Celebrities orientierten Mainstream steht eine größer werdende Zahl von Stil-, Genre- und Geschmacksminoritäten – sowie der Umstand, dass Wert und Wichtigkeit in den Künsten immer mehr von der Nachfrage bestimmt werden. Hierbei nimmt die Bedeutung des herkömmlichen Kulturjournalismus ab, die Produktion kulturpublizistischer Texte und Beiträge insgesamt hingegen zu.

## Geschichte
Trotz des Gewichtes aktueller Megatrends wie Digitalisierung, Demokratisierung und Ökonomisierung für die Kulturpublizistik sind deren zentrale Werte in der Aufklärung und der bürgerlichen Gesellschaft vorgeprägt, so etwa in der Kritik als subjektiv-argumentierbare Parteinahme oder in einer Autorschaft, die das Beobachten und Analysieren mit dem ästhetisch anspruchsvollen Erzählen verbindet. Im Prolog zum Band „Laienherrschaft“ (Diaphanes 2014) zeigt Ruedi Widmer auf, dass die Ahnenreihe prägender Figuren der Kulturpublizistik spätestens dort beginnt, wo archetypische Kritiker (wie z. B. Jean-Jacques Rousseau, Gotthold Ephraim Lessing, Friedrich Schlegel); Künstler-Kritiker und Schriftsteller (wie z. B. Francisco de Goya, Charles Baudelaire, Emile Zola); Kritiker-Essayisten und Wissenschaftler (wie z. B. Walter Benjamin, Siegfried Kracauer, Theodor W. Adorno); oder Reporter-Dokumentaristen-Erzähler (wie z. B. Heinrich Heine, Emile Zola, Egon Erwin Kisch) als Kulturbeobachter und Kulturkritiker auftreten. Der Begriff des Kulturpublizisten ist in diesem Sinn auch mit demjenigen des Kulturjournalisten, wie er z. B. im Band „55 Klassiker des Kulturjournalismus“ von Stephan Porombka und Erhard Schütz interpretiert wird, eng verbunden.

## Erzählformen
Kulturpublizistik als Beobachtung und Reflexion von Künsten und Kultur kann prinzipiell ebenso gut in journalistisch-faktenorientierten wie in fiktionalen, in verbalen wie in visuellen oder audiovisuellen Genres stattfinden. Das Spektrum kulturpublizistischer Erzählformen ist daher so breit wie dasjenige der Künste, des Dokumentarismus und der journalistischen Medien, inklusive der sich im Zuge der Digitalisierung entwickelnden neuen Formen (etwa: Datenjournalismus, Re-enactment, Erzählen realer Ereignisse als Animation usw.).

## Ausbildung
Kulturpublizistik als Masterstudium wird an der Zürcher Hochschule der Künste seit 2008 (unter diesem Titel seit 2014) angeboten. Weitere Studienangebote im Schnittfeld Kultur/Kunst/Journalismus bzw. Kultur/Wissenschaft/Journalismus: vgl. Kulturjournalismus.